# 長い腕シリーズ
『長い腕シリーズ』（ながいうでシリーズ）は、川崎草志による日本の推理小説のシリーズ。

## 概要
- シリーズ第1弾の『長い腕』は第21回横溝正史ミステリ大賞受賞作

## ストーリー概要
ゲーム制作会社に勤務していたが辞職し、現在は、故郷・愛媛県の早瀬町に戻り、フリーのデザイナーをしている島汐路が身の回りで起こる明治の名棟梁である近江敬次郎が仕掛けた恨みの罠をひも解いていくシリーズ

## 主な登場人物

### 現代の人々
島汐路
ゲーム制作会社に勤務していたが辞職し、現在は、故郷・愛媛県の早瀬町に戻り、フリーのデザイナーをしている。明治の名棟梁である近江敬次郎が仕掛けた恨みの罠に纏わる事件を追いかける
石丸圭一
汐路の元上司。汐路の協力者で、淡々とした顔で常軌を逸した行動に出る

### 過去の人々
喜助
江戸末期、幕府直轄地だった四国の早瀬村で、檜の森を守ってきた宮大工だったが、村の有力者達と対立し、有力者達から壮絶ないじめを受け、一家心中を図った
近江敬次郎（幼名・鶴太）
喜助が一家心中を図った時に、唯一、命を助けられた幼い息子。その後江戸に引き取られ、近江敬次郎と名前を変えて明治の名棟梁として建築史に名を残すも、晩年になって、復讐のため、生まれ故郷である早瀬に戻ってきた

## シリーズ一覧
長い腕
- 単行本：2001年5月、角川書店、ISBN 978-4048732987
- 文庫本：2004年5月、角川文庫、ISBN 978-4043746019

呪い唄 長い腕II
- 文庫本：2012年9月25日、角川文庫、ISBN 978-4041004777

弔い花 長い腕III
- 文庫本：2014年3月25日、角川文庫、ISBN 978-4041012734

## 各話ストーリー
長い腕
ゲーム制作会社で働く島汐路は、同僚2人がビルから転落死する瞬間を目撃する。その頃、汐路の故郷・愛媛県の早瀬町では、女子中学生が同級生の女生徒を猟銃で殺害するという事件が起きていた。転落死した同僚と女子中学生が同一のキャラクターグッズを身に着けていたことに気が付いた汐路は、故郷に戻って事件の真相を探る
呪い唄 長い腕II
つい数ヶ月前、汐路のいとこ兄妹２人が命を落とした。敬次郎の罠は、まだ残っていると確信した汐路はある日、早瀬に置かれた陸軍陣地に駐屯していたという元軍人の老人に引き合わされる。同じ頃、大学時代からの友人、小此木エリカも敬次郎の謎に挑もうとしていた